# Pristipomoides
Genre
Pristipomoides est un genre de poissons de la famille des Lutjanidae.

## Liste des espèces
- Pristipomoides aquilonaris (Goode et Bean, 1896)
- Pristipomoides argyrogrammicus (Valenciennes in Cuvier et Valenciennes, 1832)
- Pristipomoides auricilla (Jordan, Evermann et Tanaka, 1927)
- Pristipomoides filamentosus (Valenciennes in Cuvier et Valenciennes, 1830)
- Pristipomoides flavipinnis Shinohara, 1963
- Pristipomoides freemani Anderson, 1966
- Pristipomoides macrophthalmus (Müller et Troschel in Schomburgk, 1848)
- Pristipomoides multidens (Day, 1871)
- Pristipomoides sieboldii (Bleeker, 1854)
- Pristipomoides typus Bleeker, 1852
- Pristipomoides zonatus (Valenciennes in Cuvier et Valenciennes, 1830)